# Льодовик Шеклтона
Льодовик Шеклтона (англ. Shackleton Glacier) — великий льодовик в Західній Антарктиді.
Довжина льодовика становить понад 96 км, ширина варіюється від 8 до 16 км. Льодовик спускається з Полярного плато недалеко від масиву Робертса, тече через хребет Королеви Мод і зливається з шельфовим льодовиком Росса.
Льодовик був відкритий американською антарктичною експедицією 1939—1941 років і названий на честь Ернеста Шеклтона.